# Saagar
Saagar é um filme de drama indiano de 1985 dirigido e escrito por Ramesh Sippy. Foi selecionado como representante da Índia à edição do Oscar 1986, organizada pela Academia de Artes e Ciências Cinematográficas.

## Elenco
- Kamal Haasan - Raja
- Rishi Kapoor - Ravi
- Dimple Kapadia - Mona D'Silva
- Nadira - Miss Joseph
- Saeed Jaffrey - Mr. D'Silva
- Madhur Jaffrey - Kamladevi